# فكتورينوس
فكتورينوس اسمه الكامل ماركوس بيافونيوس فكتورينوس (باللاتينية: Marcus Piavonius Victorinus) هو أحد أباطرة الغال تولى الحكم من سنة 269 إلى سنة 271 بالتزامن مع حكم الإمبراطور الروماني كلاوديوس الثاني، استولى على الحكم بعد مقتل ماركوس أوريليوس ماريوس، نال شعبية واسعة في الغال لكونه من عائلة غالية الاصل، والته كل ولايات جرمانيا وبريطانيا أيضا فيما رفضت هسبانيا الاعتراف به واعلنت ولائها لروما، حاول الإمبراطور كلوديوس الإطاحة به حيث ارسل الجنرال بلاسيديانوس والذي سرعان ما تمكن من السيطرة على مدينة كليرمون (غرينوبل) لكنه تراجع فيما بعد توغل قبائل الألامانيين والقوط نحو إيطاليا والبلقان. في سنة 271 اقام علاقة مع زوجة قائد جيشه أتيتيانوس ليقوم بقتله بدافع الغيرة. اندلعت حرب خلافة بعد مقتله بين الجنرالين تيتريكوس الأول و دوميتيان الثاني لتقوم والدة فكتورينوس فكتوريا بموالاة تيتريكوس ليتمكن هو من خلافته.